# ツアーファイナル
「ツアーファイナル」は、筋肉少女帯の18枚目のシングル。2008年8月27日にトイズファクトリーから発売された。

## 概要
2006年に7年ぶりに活動を「解凍」した筋肉少女帯による、復活後のシングル第二弾である。

## 収録曲
1. ツアーファイナル
（作詞：大槻ケンヂ / 作曲：橘高文彦）
2. ドナドナ
（作詞：大槻ケンヂ / 作曲：本城聡章）
3. 中学生からやり直せ!
（作詞：大槻ケンヂ / 作曲：大槻ケンヂ）
4. へそ天エリザベスカラー
（作詞：大槻ケンヂ / 作曲：本城聡章）
5. ツアーファイナル （Instrumental Version）
（作曲：橘高文彦）
6. ドナドナ （Instrumental Version）
（作曲：本城聡章）
7. 中学生からやり直せ! （Instrumental Version）
（作曲：大槻ケンヂ）
8. へそ天エリザベスカラー （Instrumental Version）
（作曲：本城聡章）

全編曲：筋肉少女帯